# تريفنتو
تريفنتو (بالإيطالية: Trivento)‏ هي بلدية في مقاطعة كامبوباسو في إقليم موليزي الإيطالي.

## السكان
في سنة 1861 بلغ عدد السكان 4٬663 نسمة، وتطور العدد ليصل في سنة 2011 لـ 4٬812 نسمة.
يظهر هذا المخطط البياني تطور النمو السكاني لـ تريفنتو